# Estación de Pontoise
La estación de Pontoise es una estación ferroviaria francesa situada en la comuna homónima, en el departamento del Valle del Oise al noroeste de París. Por ella circulan los trenes de cercanías de las líneas C del RER, y de las líneas H y J del Transilien. En el caso de las dos primeras, la estación se configura como uno de los terminales de ambas líneas. 
Pontoise es además el punto final de las pequeñas líneas férreas Saint-Denis - Pontoise y Achères - Pontoise y 
la cabecera de la línea férrea Pontoise - Dieppe.  

## Historia
La estación fue inaugurada en 1863 como parte de la línea Saint-Denis - Pontoise que forma parte del trazado original de la radial París - Lille. Sin embargo, posteriormente, la apertura de la variante de Chantilly dio lugar a un enlace mucho más directo con el norte de Francia convirtiendo en secundario el trazado vía Pontoise. La instalación de las vías exigió desplazar el curso del río Viosne.
La línea C del RER opera en la estación desde el año 2000 configurándose como el terminal del ramal C1. 

## Descripción
La estación se compone de 5 andenes centrales y de 12 vías, numeradas desde el 11 al 20. Las vías 31 y 33, son las que se destinan a garaje de los trenes del RER C.

## Servicios ferroviarios
Línea C del RER, a razón de un tren cada media hora, elevándose a un tren cada cuarto de hora en hora punta.
Línea H, del Transilien, a razón de un tren cada media hora, elevándose a un tren cada cuarto de hora en hora punta. En general los convoyes son ómnibus y se detienen en todas las paradas de la línea.
Línea J, del Transilien, a razón de un tren cada media hora. En hora punta la frecuencia se eleva a seis trenes por hora. Esta línea mezcla trenes ómnibus con trenes directos y semidirectos a varios puntos de la línea.